# كراتيفة همبلوتية
كراتيفة همبلوتية (الاسم العلمي:Crateva humblotii) هي نوع من النباتات تتبع جنس الكراتيفة من الفصيلة القبارية.